# Equus quagga
Equus burchellii · Zèbre des plaines, Zèbre de Burchell
Pour les articles homonymes, voir Quagga.
Espèce
Synonymes
- Equus burchelli (Gray, 1824) [orth. error]
- Equus burchellii (Gray, 1824)
- Equus burchellii Schinz, 1845

Statut de conservation UICN

 NT  : Quasi menacé
Le Zèbre des plaines, ou Zèbre de Burchell (Equus quagga, syn. Equus burchellii), est une espèce de zèbres dans la famille des équidés et le genre Equus.
Sa taxonomie est encore discutée. Il ne doit pas être confondu avec le Quagga (Equus quagga quagga), une sous-espèce éteinte, appelée elle aussi Equus quagga dans les anciennes classifications.
Bien qu'autrefois abondant et répandu sur un large territoire en Afrique subsaharienne, la liste rouge de l'UICN l'a fait passer en 2016 de la catégorie « Préoccupation mineure » à espèce « Quasi menacé », à la suite d'une chute de population de près d'un quart (24 %) en seulement 14 ans (la population estimée est passée de 660 000 zèbres à moins de 500 000). Dans de nombreux pays il ne survit plus qu'au sein d'aires protégées et de 1992 à 2016 ses effectifs ont chuté dans 10 des 17 pays où il est encore présent. Selon l'UICN, il est surtout menacé par la chasse, comme source de viande de brousse et de peau, notamment quand il s'aventure hors des aires protégées.

## Description

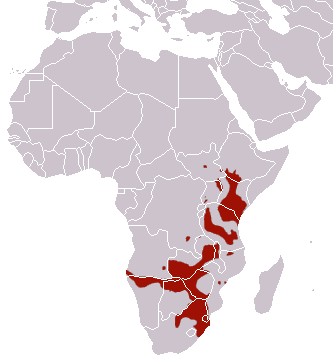
Répartition du Zèbre des plaines.

Le zèbre des plaines est de taille moyenne, plus petit en moyenne que le zèbre de Grévy, mais plus grand que le zèbre de montagne, épais avec des pattes relativement courtes. Les adultes des deux sexes mesurent entre 1,10 et 1,45 m de hauteur au garrot, de 2,17 à 2,46 m de longueur, sans compter une queue de 47 à 56 cm, et pèsent entre 175 et 385 kg. Les mâles peuvent peser 10 % de plus que les femelles.
Ce zèbre possède généralement des bandes noires relativement larges, qui sont verticales sur le corps, mais deviennent horizontales sur l'arrière-train. La présence de bandes horizontales sur les pattes et la croupe est toutefois variable, l'extension des bandes de pattes diminuant du nord au sud de l'aire de répartition de l'espèce. Dans certaines populations, il peut également y avoir de légères rayures « d'ombre » brunes entre les bandes principales.

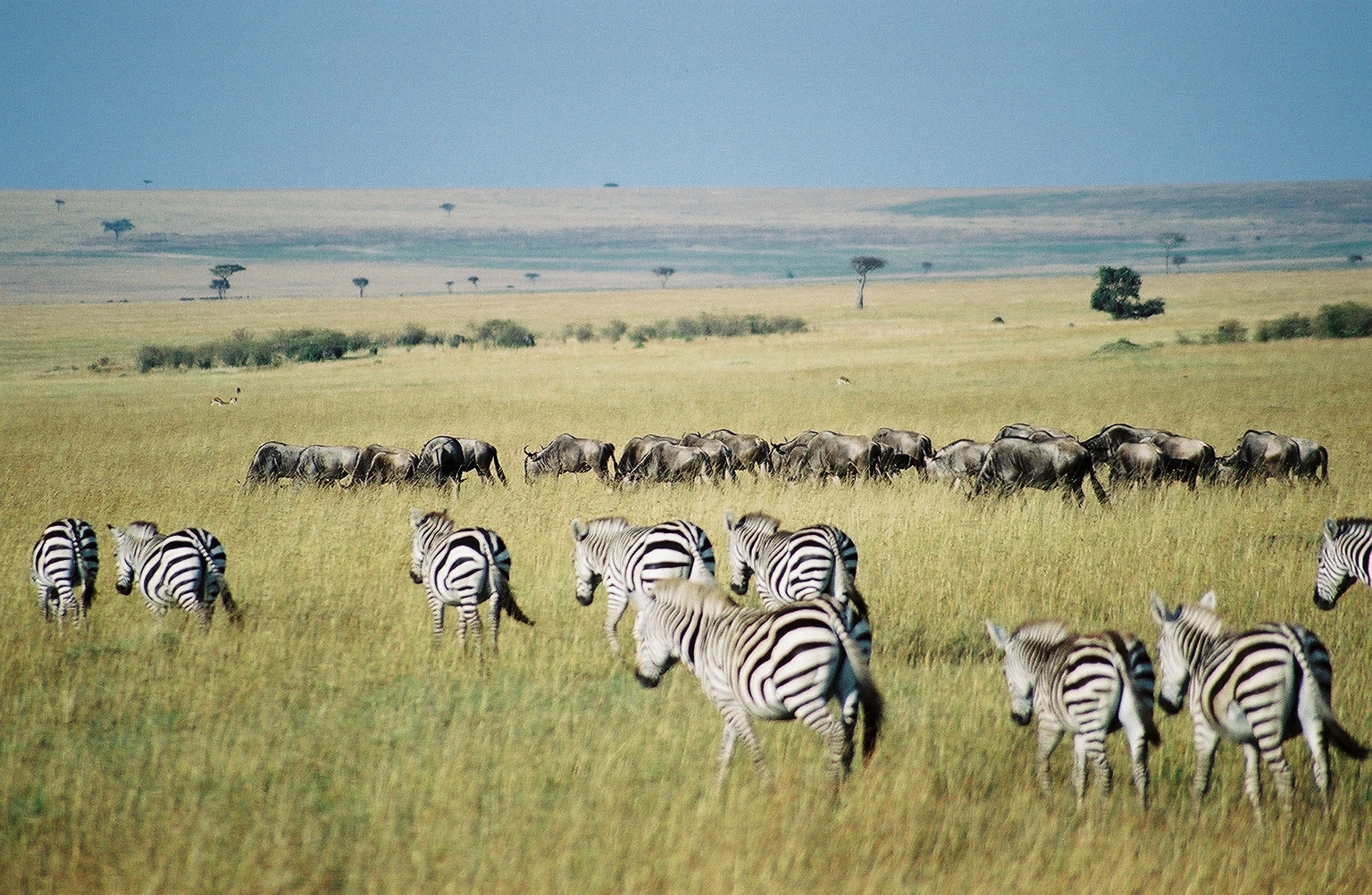
Zèbres des plaines et gnous dans la réserve nationale du Masai Mara au Kenya.
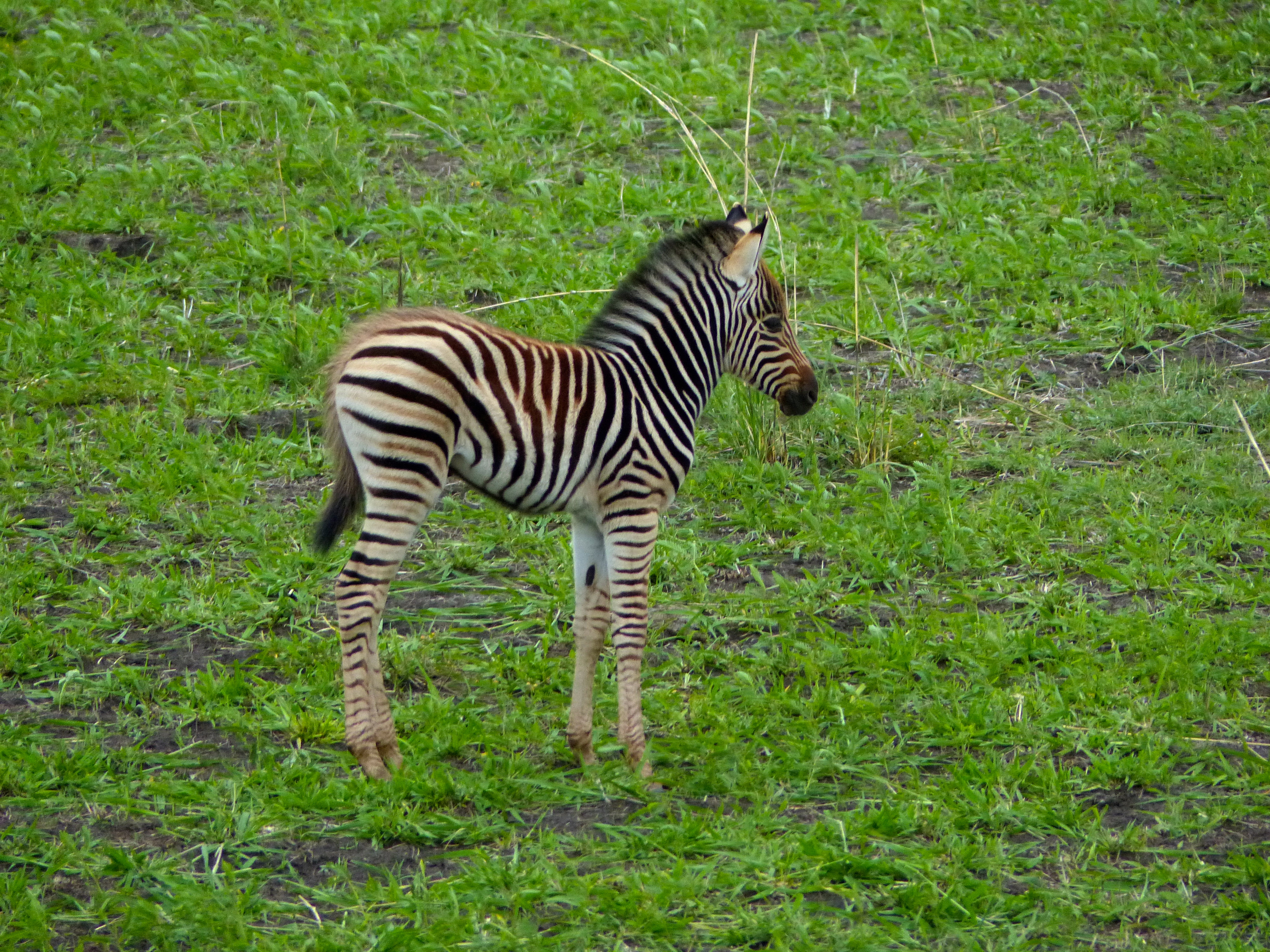
Jeune Equus quagga burchellii.
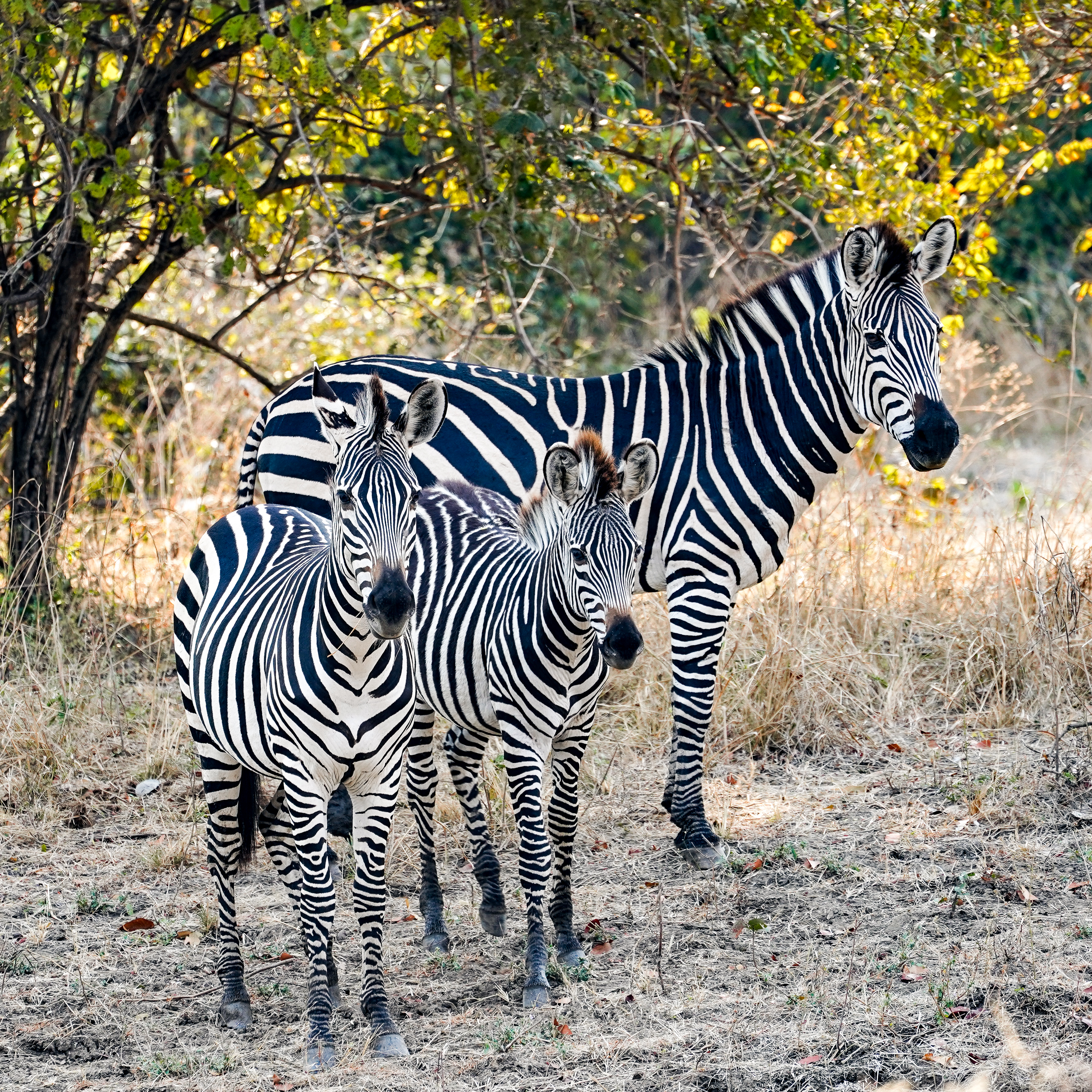
Famille Equus quagga en Zambie.

## Aire géographique
Le Zèbre des plaines vit de l’extrémité sud du Sahara jusqu'en Afrique du Sud, généralement dans les savanes. Pendant la dernière période pluviale du Sahara, son aire géographique incluait aussi le Sahara. Il est le plus souvent absent des forêts humides et des déserts.

## Statut
Les zèbres des plaines ne sont pas particulièrement menacés, mais ils sont populaires dans les réserves animalières et les zoos du monde entier auprès du public, grâce à leur robe décorative et originale et leur apparence qui rappelle celle d'un petit cheval sauvage. Leur population, estimée à 650 000 individus en 2002, prend en compte tous les zèbres communs, de l'est (zèbres de Grant) jusqu'au sud de l'Afrique (zèbres de Chapman et zèbres de Burchell).

## Liste des sous-espèces
En 2004, C.P. Groves et C.H. Bell ont fait des recherches sur le genre Equus, sous-genre Hippotigris. Ils ont révisé la classification des sous-espèces du Zèbre des plaines (Equus quagga) et en ont reconnu six. Une septième sous-espèce, Equus quagga isabella (Ziccardi, 1958), pourrait être valide, mais les preuves manquent.
D'après Groves et Bell :
- Equus quagga - Zèbre de Burchell (ou Zèbre des plaines)
  - Equus quagga quagga Boddaert, 1785  - le Quagga (ou Couagga) †
  - Equus quagga burchellii Gray, 1824 - Zèbre de Burchell (sous-espèce)
  - Equus quagga boehmi Matschie, 1892 - Zèbre de Grant ou Zèbre de Böhm
  - Equus quagga borensis Lönnberg, 1921
  - Equus quagga chapmani - Zèbre de Chapman
  - Equus quagga crawshayi - Zèbre de Crawshay

Parfois, la sous-espèce Equus quagga selousi est distinguée, sous le nom de Zèbre de Selous.